# Samuel Charters
Samuel Barclay Charters, född 1 augusti 1929 i Pittsburgh, Pennsylvania, död 18 mars 2015 i Stockholm, var en amerikansk musikskribent, skivproducent och poet. Han skrev en rad böcker om blues- och jazzmusik och producerade oräkneliga grammofonskivor för skivbolag som Folkways, Vanguard, Prestige/Bluesville och svenska Sonet. Sedan 1959 var han gift med författaren, fotografen och pianisten Ann Charters (född 1936). Han var bosatt i Sverige sedan 1960-talets slut och hade såväl svenskt som amerikanskt medborgarskap.
Hans bok The Country Blues från 1959 valdes 1991 in i the Blues Hall of Fame som en "classic of blues literature". 2000 donerade Charters med fru "Samuel & Ann Charters Archive of Blues and Vernacular African American Musical Culture" till Thomas J. Dodd Research Center vid University of Connecticut i Storrs, Connecticut. Arkivet innehåller material samlat under parets arbete under årtionden med att dokumentera afroamerikansk musik från USA, Västindien och Afrika och består av mer än 2500 skivor, såväl som fotografier, böcker, noter och brev.

## Böcker
- 1959 The country blues
- 1962 Jazz: a history of the New York scene (tillsammans med Leonard Kunstadt)
- 1963 The poetry of the blues (med fotografier av Ann Charters) [utdrag, "Bluesens poesi", översättning Görgen Antonsson, i tidskriften Lyrikvännen, 2007: nr 5/6, s. 111-120]
- 1963 Jazz New Orleans (1885-1963): an index to the negro musicians of New Orleans
- 1967 The bluesmen
- 1972 From a Swedish notebook (Ur en svensk anteckningsbok (1970-1972), översättning Olle Thörnvall, Ars, 2006)
- 1975 The legacy of the blues: a glimpse into the art and the lives of twelve great bluesmen
- 1977 Sweet as the showers of rain
- 1979 Spelmännen: bilder och ord (The fiddlers) (samlade av Samuel Charters, översättning Rolf Aggestam, Sonet, 1979)
- 1979 I love: the story of Vladimir Mayakovsky and Lili Brik (tillsammans med Ann Charters)
- 1981 The roots of the blues: an African search
- 1983 Mr. Jabi and Mr. Smythe: a novel
- 1984 Jelly Roll Morton's last night at the Jungle Inn: an imaginary memoir
- 1986 Louisiana black: a novel
- 1991 The blues makers [nytryck av The bluesmen och Sweet as the showers of rain]
- 1992 Elvis Presley calls his mother after the Ed Sullivan Show
- 1999 The day is so long and the wages so small: music on a summer island
- 2001 Mambo time: från Havanna till Haninge: historien om Bebo Valdés (översättning: Olle Thörnvall) (Ars, 2001)
- 2004 Walking a blues road: a selection of blues writing, 1956-2004
- 2006 New Orleans: playing a jazz chorus (New Orleans: staden, stormen, musiken, översättning Olle Thörnvall, Ellerström, 2009)
- 2008 A trumpet around the corner: the story of New Orleans jazz
- 2009 A language of song: journeys in the musical world of the African diaspora
- 2010 Brother-souls: John Clellon Holmes, Jack Kerouac, and the Beat generation (tillsammans med Ann Charters)

## Översättningar från svenska till engelska
- Tomas Tranströmer: Baltics (Östersjöar) (Berkeley, Calif.: Oyez, 1975)
- Edith Södergran: We women: selected poems (Berkeley, Calif.: Oyez, cop. 1977)
- Bo Carpelan: Gården = The courtyard (Göteborg: Swedish Books, 1982) [tvåspråkig utgåva]

## Om Samuel Charters
- Hasse Andréasson & Hans Schweitz: "The Sam Charters story. Part 1-3". I tidskriften Blues & rhythm, no 272 (2012), s. 18-21, no 273 (2012), s. 18-23, no 274 (2012), s. 18-23
- Klas Gustafson: "Charters resor: från Rockin' Dopsie till Röjås Jonas". I tidskriften Lira, 1999:5, s. 28-32
- Andreas Magnell: "Blåa rötter". I tidskriften Arbetaren, 2003: nr 48, s. 12-13
- Hans Schweitz: "Talking to Sam Charters". I tidskriften Jefferson, nr 15 (1971), s. 16, nr 16 (1972), s. 19-20
- Johan Willner: "Charters resa". I tidskriften Vi, 2003:23, s. [40]-43

## Skivproduktioner (urval)
- The country blues (2 LP, Folkways 1959 och 1964)
- Lightnin' Hopkins: Lightnin' Hopkins (Folkways, 1959)
- Pink Anderson: Carolina bluesman (Prestige/Bluesville, 1961)
- The blues in St. Louis (3 LP, Folkways, 1961)
- Chicago/the blues/today! (3 LP, Vanguard, 1966)
- The legacy of the blues (12 LP, 1972-1974)
- Peps Persson: The week Peps came to Chicago (Sonet, 1972)
- The cajuns (2 LP, Sonet, 1973)
- Peps Persson: Hög standard (Sonet, 1975)
- Lee Konitz Trio: Oleo (Sonet, 1975)
- Dizzy Gillespie, Sonny Stitt m.fl.: The bop session (Sonet, 1975)
- Snooks Eaglin: Down yonder (Sonet, 1978)
- Otis Rush: Troubles, troubles (Sonet, 1978)
- Rockin' Dopsie: Hold on! (Sonet, 1979)
- The Ardoin Family Orchestra: A couple of cajuns (Sonet, 1981)
- Norrtelje elitkapell: Med pukor och trumpeter (Sonet, 1981)